# Manuel Suárez de Begoña
Manuel Suárez de Begoña (Guecho, Vizcaya, 1895 - Alicante, 23 de agosto de 1936) fue un jugador y entrenador de fútbol español. Jugó de delantero en el histórico Arenas Club de Guecho en Primera División y fue el entrenador que consiguió el primer ascenso del Hércules CF a Primera. Fue asesinado en los albores de la guerra civil española.

## Trayectoria
Manolo Suárez como también era conocido, comenzó a practicar el fútbol a la temprana edad de 13 años, en el Athletic Club aficionado. Pero la circunstancia definitiva que llevó a Suárez a vivir por y para el fútbol fue un viaje a Inglaterra. Cuatro años estuvo estudiando en las islas británicas, donde practicó el fútbol y atletismo. Allí se proclamó campeón universitario de fútbol.
Tras un periplo de nueve años en el Athletic, todos ellos como aficionado, a los 22 años pasó al Arenas Club de Guecho. En 1917 formó parte de la plantilla del Arenas de Guecho que fue subcampeón de Copa frente al Real Madrid. El equipo de Guecho perdió 2-1 y Suárez fue el autor del gol del Arenas.
El 11 de octubre de 1925 debutó como futbolista del Athletic Club, marcando cuatro goles ante el Sestao. Disputó ocho encuentros más del Campeonato Regional, en los que anotó catorce goles. El 7 de marzo de 1926 debutó en Copa del Rey en una derrota por 1 a 3 ante el Real Unión. En la temporada 1926-27 continuó en el Athletic Club, Manuel jugó once encuentros entre Copa y Campeonato Regional y anotó cinco tantos. Además, en la web oficial figura que también fue jugador del Sunderland inglés en ese periodo. En su última campaña como jugador del equipo bilbaíno marcó seis goles al Sestao en el Campeonato Regional, batiendo su récord goleador en un partido. También, disputó nueve encuentros de Copa en los que anotó cuatro tantos. Registró 35 goles en 36 encuentros oficiales con el equipo vasco.
Debutó en Primera División, el 10 de febrero de 1929, en un encuentro entre el Arenas Club de Guecho y el Club Atlético de Madrid (2-3), marcando uno de los goles. Con tan sólo un año con contrato profesional en este mítico equipo vizcaíno, fichó por el Betis en Segunda División. Tuvo mala suerte, donde una lesión le dejó prácticamente en blanco, así que regresó al Arenas, donde disputó su segunda temporada en Primera. El destino caprichoso, quiso que Manolo Suárez jugara una semifinal de Copa frente al Betis en 1931. Finalmente, fue el equipo andaluz el que alcanzó la final.
José Antonio Larrinaga y Gorostiza, presidente del Hércules Football Club (denominación por entonces del Hércules CF), se empeñó en fichar a Suárez, y no paró hasta que lo consiguió. Durante el descanso del partido amistoso entre el Hércules y Real Madrid que servía de inauguración del Estadio Bardín del Hércules FC, se anunció por megafonía su contratación. Debutó en el equipo herculano contra el eterno rival, el Elche, en Altabix, en partido correspondiente al Campeonato Regional, el 2 de octubre de 1932. Venció el Hércules por 3-2, con participación decisiva de Suárez.
El 14 de enero de 1934 tras la derrota del Hércules FC frente al Real Gimnástico CF (0-1) fue destituido Lippo Hertzka y pasó a ser entrenador a la vez que seguía jugando. El Hércules FC esa temporada quedó 4.º, pero la RFEF en julio de 1934 acordó ascender al club a Segunda División tras una reforma de categorías. En la temporada 1934/35 fue uno de los artífices del primer ascenso del Hércules FC a Primera División y campeón de Segunda División. En la temporada 1935-36 dejó al Hércules en sexta posición, con 24 puntos.

## Asesinato
Al comenzar la guerra civil española se trasladó a Alicante desde la localidad vizcaína de Plencia. El 26 de agosto de 1936 fue detenido cerca de la plaza del Portal de Elche y poco después su cuerpo fue hallado muerto en una cuneta de una carretera cercana a la ciudad de Alicante, dentro del término municipal de Campello. Según la autopsia que se le practicó fue asesinado.
Aunque a Manuel Suárez se le suele atribuir el ser miembro de Falange, se trata de un hecho que no se ha podido constatar. La prensa de la época de derechas, al conocer su asesinato, lo definió como apolítico.
Al término de la guerra sus restos recibieron nueva sepultura en el antiguo Panteón de los Caídos, hoy capilla del Cementerio de Alicante.

## Clubes

### Como jugador
| Club                  | País   | Año       |
| --------------------- | ------ | --------- |
| Arenas Club de Guecho | España | 1916-1917 |
| Athletic Club         | España | 1925-1928 |
| Arenas Club de Guecho | España | 1928-1929 |
| Real Betis            | España | 1929-1930 |
| Arenas Club de Guecho | España | 1930-1932 |
| Hércules FC           | España | 1932-1934 |

### Como entrenador
| Club        | País   | Año       |
| ----------- | ------ | --------- |
| Hércules FC | España | 1934-1936 |

## Palmarés

### Campeonatos nacionales
| Título           | Club        | País   | Año       |
| ---------------- | ----------- | ------ | --------- |
| Segunda División | Hércules FC | España | 1934-1935 |

## Reconocimientos
Tras la guerra civil fue colocada en su honor una placa en el antiguo Estadio Bardín.
En Alicante existe la calle Deportista Manuel Suárez en su honor.